# 27374 Yim
27374 Yim è un asteroide della fascia principale. Scoperto nel 2000, presenta un'orbita caratterizzata da un semiasse maggiore pari a 2,8442611 UA e da un'eccentricità di 0,0637945, inclinata di 1,76604° rispetto all'eclittica.